# Pleasure (Stephen Schlaks)
Pleasure è il sesto album registrato in studio da Stephen Schlaks.
Orchestra diretta e arrangiamenti realizzati da Vince Tempera.

## Tracce
1. Destinies Of Love – 4:16
2. Questions And Answers – 4:51
3. Surprise – 3:55
4. Soft Heart – 5:15
5. Mademoiselle Mademoiselle – 4:00
6. Pleasure – 5:18
7. Song Of Lum Fong – 5:19
8. Spring Summer – 3:58
9. Minuet For Lai Chu – 3:05
10. Sun Oh Sun – 5:22